# Dominique Bunel
Dominique Bunel est un athlète français, né le 16 novembre 1968, adepte de la marche d'ultrafond, vainqueur des 6 jours de France en 2015 et détenant le record du monde des 6 jours sur route en marche.

## Biographie
Dominique Bunel est vainqueur des 6 jours de France en 2015 et détient le record du monde sur route en marche avec 752,271 km,,. Il a également réalisé plusieurs fois Paris-Colmar, terminant deux fois troisième et une fois deuxième,. Il est vainqueur en 2018 de la MiL'KiL – les 1 000 km de France – en 188 h 20 min 17 s, établissant un nouveau record de l'épreuve qui sera détenu jusqu'en 2020,.

## Records personnels
Statistiques de Dominique Bunel d'après la Fédération française d'athlétisme (FFA) :
- 5 000 m marche : 28 min 24 s 09 en 2011
- 10 km route : 41 min 29 s en 2017
- Marathon : 3 h 33 min 5 s au marathon des Hermines en 2017[9]
- 50 km marche route : 5 h 5 min 13 s en 2013
- 100 km marche : 10 h 44 min 30 s en 2012
- 6 heures route : 54,775 km aux 6 h de Neuilly-sur-Marne en 2017[10],[11]
- 12 heures route : 100,602 km aux 24 h de Rennes en 2012 (12 h split)[12]
- 24 heures route : 197,493 km aux 24 h non-stop d'Eppeville en 2013[12]
- 6 jours route : 752,271 km aux 6 j de France en 2015[1]